# Святилище Цереры, Либера и Либеры
Святилище Цереры, Либеро и Либеры (лат. Aedes Cereris, Liberi et Liberae) ― утраченное древнеримское культовое сооружение, посвящённое авентинской триаде: Либеру, Либере и Церере. Располагалось на холме Авентин в Риме. 

## История
Диктатор Авл Постумий Альб Региллен, обратившись к Книгам Сивилл, в 496 году до н.э. дал обет построить храм накануне важной битвы на озере Регилло, стремясь подтолкнуть плебеев выступить в войне против иноземцев. В 493 году храм был освящён консулом Спурием Кассием Вецеллином. Святилище быстро стало популярным духовным центром плебеев. 
Постройка святилища авентинской триады было плебейским ответом на «аристократический» храм Капитолийской триады. Церера, Либер и Либера (которые соответствовали греческим богам Деметре, Дионису и Персефоне) имели большое количество последователей в Великой Греции. Цицерон сообщает, что жрецы культа триады пришли в Рим из греческих колоний в Италии. 
В 210 году до н.э. эдилы Квинт Касий и Луций Порций Лицин построили несколько бронзовых статуй, посвящённых храму Цереры, на деньги, полученные со штрафов, и организовали игры в середине второй Пунической войны (Livio, XXVII, 6.19). 
В 31 году до н. э., когда состоялась битва при Акциуме, святилище сгорело и было вновь освящено только в 17 году н. э. императором Тиберием.